# Star Wars: Rise of the Resistance
Cet article concerne une attraction des parcs Disney. Pour la série d'animation en 3D, voir Star Wars Resistance.
Star Wars: Rise of the Resistance (litt. « montée de la Résistance ») est une attraction des parcs Disney de type parcours scénique trackless dotée de section cinéma dynamique et chute libre basée sur la série de films Star Wars. Située dans Star Wars: Galaxy's Edge, cette attraction est inaugurée le 5 décembre 2019 aux Disney's Hollywood Studios et le 17 janvier 2020 à Disneyland. L'attraction simule une altercation entre la Résistance et le Premier Ordre. Rise of the Resistance est une des attractions les plus complexes et les plus avancées conçues par Walt Disney Imagineering.

## Historique
Le 15 août 2015, lors de l'Expo D23 à Anaheim, Disney Parks annonce la construction de deux lands de 14 acres (56 656 m2) chacun dédiés à Star Wars à Disneyland en Californie et à Disney's Hollywood Studios en Floride,,,,. L'expérience des visiteurs de l'attraction est alors initialement décrite comme « placés au milieu d'une bataille entre le Premier Ordre et la Résistance » [« being placed in the middle of a climactic battle between the First Order and the Resistance »]. Le 17 novembre 2018, lors d'un événement Destination D, le nom de l'attraction est dévoilé. Les acteurs du film Daisy Ridley, Oscar Isaac, John Boyega, Adam Driver, Domhnall Gleeson et Bill Kipsang Rotich (en) reprennent leurs rôles dans l'attraction en tant que Rey, Poe Dameron, Finn, Kylo Ren, Général Hux et la voix de Nien Nunb,.
L'ouverture de attraction est initialement prévue pour coïncider avec celle de Star Wars: Galaxy's Edge ; le 7 mars 2019, il est annoncé qu'elle ouvrirait plus tard que le reste du land pour la « phase deux ». Le 11 juillet 2019, les dates d'ouverture de Rise of the Resistance sont révélées avec la première version aux Disney's Hollywood Studios le 5 décembre 2019, suivie de la version de Disneyland le 17 janvier 2020.
Aux Disney's Hollywood Studios, un événement médiatique se tient les 3 et 4 décembre 2019 au cours duquel les invités participant à l'événement découvrent l'attraction.

## Synopsis
Les visiteurs sont les nouvelles recrues fictives de la Résistance, ils reçoivent une mission de BB-8 et de l'hologramme de Rey. Leur évolution à pied — en walkthrough — représente près des trois-quart de la durée de l'attraction. Le parcours scénique s'étale quant à lui sur 4,30 minutes. Les recrues montent à bord d'une navette Fleet Transport du Premier Ordre — un véhicule de huit places — piloté par une unité R5 pour se rendre à une capsule d'évacuation.

## Réception
Les attractions Star Wars sont parmi les plus populaires des parcs Disney dans le monde. Star Wars: Rise of the Resistance est souvent cité comme faisant partie des meilleures attractions des parcs Disney. Elle est appréciée pour son côté immersif, les rebondissements et surprises, et l'utilisation de nouvelles technologies,,,. 
Dans un classement des meilleures attractions Star Wars sur le site de fans de Disney Laughing Place, Rise of the Resistance se situe à la première place.